# ディゼンティス
ディゼンティス（ドイツ語: Disentis）またはムステル（ロマンシュ語: Mustér）は、スイス東部グラウビュンデン州にある基礎自治体。正式名称はディゼンティス/ムステル（Disentis/Mustér）。8世紀までさかのぼるベネディクト派修道院を中心に栄えた町で、アルプスと牧草地帯が周囲を取り囲み、ライン川の上流にあたるフォーダーライン川（Vorderrhein）が近郊を流れている。

## 概要
ルクマニエ峠とオーバーアルプ峠への入り口に位置するため、古来から交通の要所としての役割を果たしてきた。町の修道院の創建は720年前後に遡り、ヨーロッパで最も古い修道院のひとつである。バロック様式の修道院付属教会や博物館もある。
町の人口は約2200人（2012年時点）。修道院を囲むように町が築かれていった。4つあるスイスの国語のひとつであるロマンシュ語が主に使われている。グラウビュンデン州を中心に路線を持つレーティッシュ鉄道の駅があり、スイスを代表する絶景列車、グレッシャー・エクスプレス（氷河特急）も発着する。

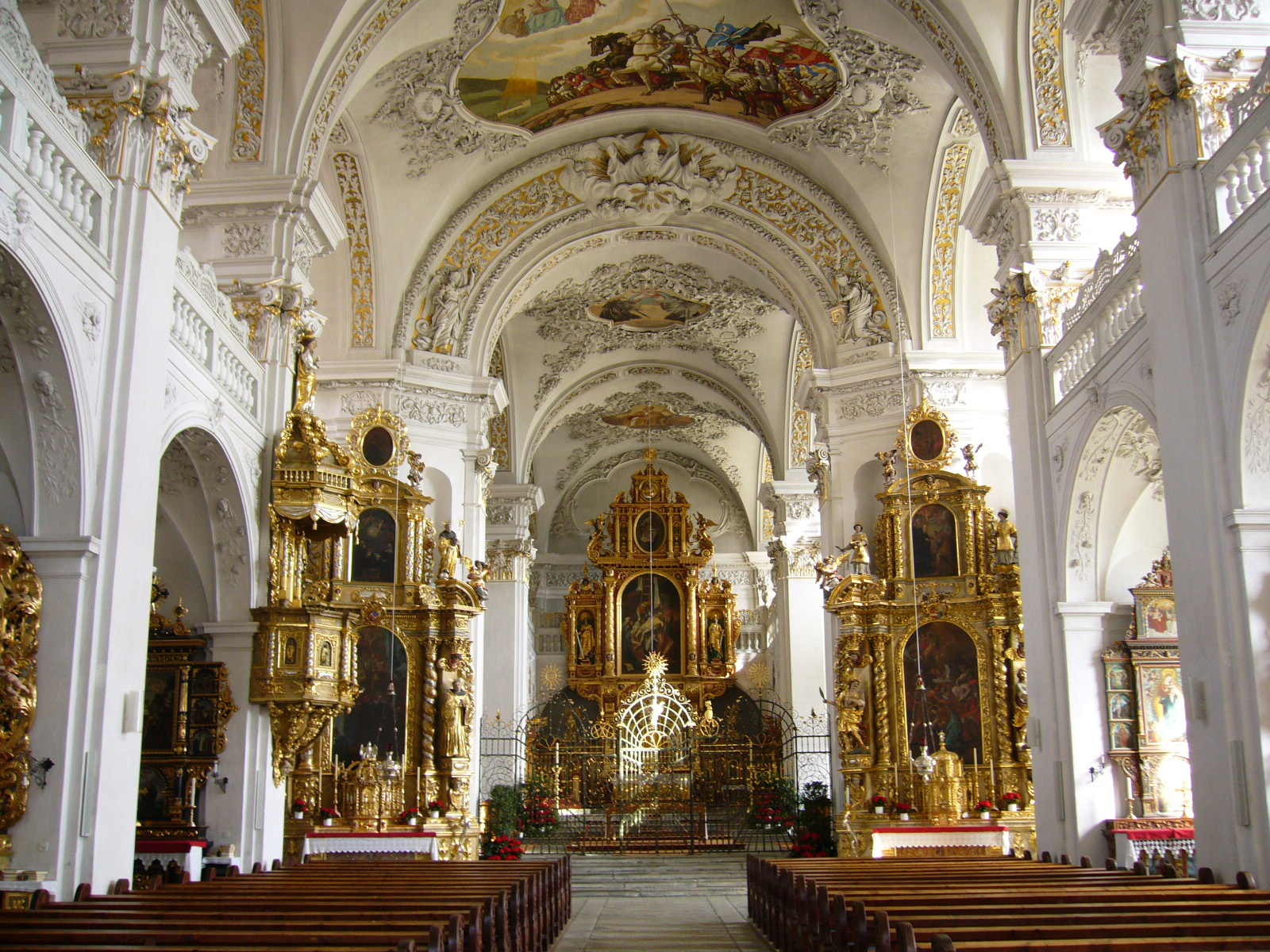
修道院付属教会